# Возвращение в Сайлент Хилл
«Возвращение в Сайлент Хилл» (англ. Return to Silent Hill) — будущий художественный фильм режиссёра Кристофа Гана. Главные роли в фильме сыграют Джереми Ирвин и Ханна Эмили Андерсон.
Премьера фильма «Возвращение в Сайлент Хилл» в прокате запланирована на 23 января 2026 года.

## Сюжет
Джеймс, человек, сломленный разлукой со своей возлюбленной. Когда таинственное письмо зовет его обратно в Сайлент Хилл на её поиски, он обнаруживает, что некогда узнаваемый город изменился под воздействием неизвестного зла. Спустившись в темноту, Джеймс сталкивается с ужасающими фигурами, как знакомыми, так и новыми, и начинает сомневаться в собственном здравомыслии, пытаясь разобраться в реальности и продержаться достаточно долго, чтобы спасти свою потерянную любовь.

## В ролях
- Джереми Ирвин
- Ханна Эмили Андерсон[англ.]

## Производство
В январе 2020 года Кристоф Ган рассказал журналу AlloCiné, что находится в процессе написания новых сценариев по мотивам серий игр Silent Hill и Fatal Frame, совместно с продюсером Виктором Хадидой. Он рассказал, что создание фильма «Сайлент Хилл» осталось для него прекрасным воспоминанием, и он решил не возвращаться к работе над продолжением «Сайлент Хилл 2», потому что его видение не совпадало с видением продюсеров. Он отметил, что действие нового фильма может происходить в маленьком американском городке, где царит пуританство.
Продюсерами фильма стали Виктор Хадида с компанией Davis Films, Hassell Free Productions Молли Хасселл и Дэвид Вульф. Сценаристами фильма выступили Ган, Сандра Во-Анх и Уильям Йозеф Шнайдер, и он основан на игре Silent Hill 2, второй и самой популярной игре из серии видеоигр Konami.
В октябре 2022 года фильм получил название «Возвращение в Сайлент Хилл». Съёмки фильма должны были начаться в феврале 2023 года, но позже были перенесены на апрель. Для съёмок были выбраны студии Германии и Восточной Европы. Как ожидается, съёмки будут завершены в конце 2023 года. Предполагалось, что релиз состоится также в 2023 году.
По словам режиссёра Кристофа Гана:

«„Возвращение в Сайлент Хилл“ — это мифологическая любовная история о том, кто настолько сильно влюблен, что готов отправиться в ад, чтобы спасти кого-то. Я рад, что замечательные таланты Джереми Ирвина и Ханны Эмили Андерсон отправили нас в путешествие в мир психологического ужаса, который, я надеюсь, удовлетворит и удивит поклонников „Сайлент Хилл“».
Оригинальный текст (англ.)“Return to Silent Hill is a mythological love story about someone so deeply in love, they’re willing to go to hell to save someone. I’m delighted to have the wonderful talents of both Jeremy Irvine and Hannah Emily Anderson take us on this journey into a psychological horror world that I hope will both satisfy and surprise fans of Silent Hill.”